# 輕軌機廠站
輕軌機廠站位於台灣高雄市前鎮區，為高雄捷運環狀輕軌的捷運車站，車站編號為C37。

## 歷史
本站為環狀輕軌第二階段計畫中的新增車站，以便接駁崗山仔地區瑞北路一帶居民。高雄市政府捷運工程局舉行C15-C37車站徵名活動，票選結果站名為「輕軌機廠站」。
2021年1月12日，隨著環狀輕軌第二階段「C1籬仔內–C37輕軌機廠–C32凱旋公園」通車啟用。因應高雄輕軌成圓，於2024年1月1日至2月25日前進行全線通車試營運，以作為後續正式營運後參考。

## 車站概要

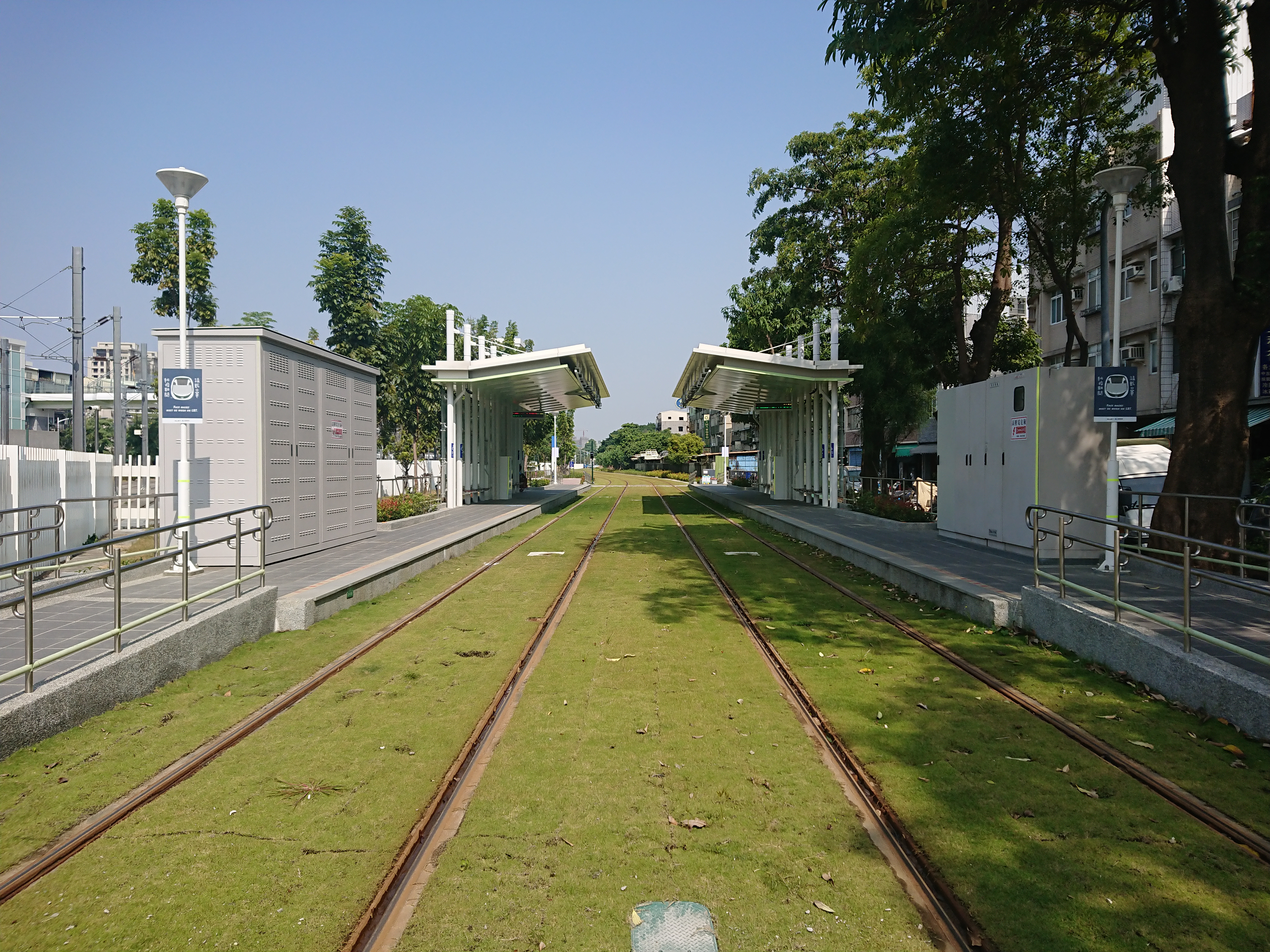
環狀輕軌輕軌機廠站

站區位於環狀輕軌前鎮機廠東側（接近瑞西街），在輕軌第一階段工程及鐵路地下化完成後開始興建。定位為中間站，車站構造為側式月台兩座。

### 月台配置
| 地面               |                                 |
| 側式月台，右側開門 |                                 |
|                    | ← 環狀輕軌順行方向（籬仔內站）  |
|                    | 環狀輕軌逆行方向（凱旋二聖站）→ |
| 側式月台，右側開門 |                                 |
| 出入口             | 連通道                          |

## 外部連結
- 輕軌機廠（高雄捷運公司） （页面存档备份，存于）